# Portunion flavidus
Portunion flavidus är en kräftdjursart som beskrevs av Sueo M. Shiino 1942. Portunion flavidus ingår i släktet Portunion och familjen Entoniscidae.
Artens utbredningsområde är havet kring Japan. Inga underarter finns listade i Catalogue of Life.